# Riggia nana
Riggia nana là một loài chân đều trong họ Cymothoidae. Loài này được Szidat & Schubart miêu tả khoa học năm 1960.